# 1862 în literatură
Anul 1862 în literatură a implicat o serie de evenimente și cărți noi semnificative.  